# Beaupuy (Tarn y Garona)
Beaupuy es una comuna francesa situada en el departamento de Tarn y Garona, en la región de Occitania.

## Demografía
| 195 | 148 | 130 | 133 | 158 | 173 | 257 |
| Para los censos de 1962 a 1999 la población legal corresponde a la población sin duplicidades (Fuente: INSEE [Consultar]) |     |     |     |     |     |     |